# Metro de Atenas
El Metro de Atenas (en griego Μετρό Αθήνας, Metró Athínas) es el sistema de ferrocarril subterráneo de transporte público de Atenas, Grecia. Cuenta con 65 estaciones y suma 85 km (2014).
Fue construido por la compañía del metro de Attikó (Αττικό Μετρό, «metro ático») y la compañía de SAP (Σιδηρόδρομοι Αθηνών-Πειραιώς, Sidiródromoi Athinón-Piraiós, Ferrocarriles de Atenas al Pireo).

## Historia
La línea 1 del metro fue inaugurada el 27 de febrero de 1869 como tren de vapor que conectaba Atenas y El Pireo y era operada por la Compañía de Ferrocarriles de Atenas al Pireo. La línea fue electrificada en 1904 y la compañía operadora lo renombró como Ferrocarril Eléctrico SA de Atenas al Pireo en 1976. Hoy, la línea 1 alcanza la localidad de Kifisiá y también se conoce como la línea verde o «eléctrico».
La construcción de las líneas 2 y 3 del metro comenzó en noviembre de 1991 para disminuir la congestión del tráfico y para limpiar ambiente reduciendo el nivel de la neblina de humo de Atenas. En 1997, empezó la construcción entre las estaciones de Syntagma y de Panepistemiou, se excavaron una anchura de 5 metros y 24 profundas zanjas para el metro. Temiendo que se derrumbara la avenida Panepistimíou («Universidad») y el túnel, la construcción fue suspendida. Más adelante, camiones de hormigonera llenaron el agujero de hormigón para estabilizar el terreno y para evitar el cierre de la avenida y del proyecto del ferrocarril subterráneo. Después de que el agujero fuera tapado enteramente, la construcción fue reanudada.
Las líneas 2 y 3, construidas por Attiko Metro y operadas por la empresa Attiko Metro Operations, y conocidas como línea roja y línea azul, respectivamente, fueron inauguradas en 2000 y en 2005 tenían 23 estaciones entre ambas. La línea 3 se prolongó hasta el nuevo Aeropuerto Internacional Eleftherios Venizelos en el verano de 2004. Las tres líneas de metro conectan con el Proastiakós, el ferrocarril suburbano de Atenas y el sistema de tranvía.

## Líneas
| Línea | Color | Ruta                  | Inauguración | Longitud | Estaciones |
| ----- | ----- | --------------------- | ------------ | -------- | ---------- |
| 1     | Verde | Pireo ↔ Kifisiá       | 1904         | 25,7 km  | 24         |
| 2     | Rojo  | Anthoupoli ↔ Elliniko | 2000         | 17,5 km  | 20         |
| 3     | Azul  | Nikaia ↔ Aerodromio   | 2000         | 39 km    | 24         |